# Welcome to the Jungle (film 2007)
Welcome to the Jungle è un film del 2007 scritto e  diretto da Jonathan Hensleigh.

## Trama
Michael Rockefeller, figlio di Nelson Rockefeller, era un giovane antropologo misteriosamente scomparso nel 1961 durante una esplorazione in Nuova Guinea. Circa 40 anni dopo la sua scomparsa, un gruppo di giovani prova a rintracciarlo realizzando un documentario della ricerca.